# Маяковская ТЭС
Маяковская ТЭС — газотурбинная тепловая электростанция в городе Гусеве Калининградской области Российской Федерации. Введена в эксплуатацию в 2018 году и построена в соответствии с Распоряжением Правительства Российской Федерации от 20 октября 2015 г. Принадлежит ООО «Калининградская генерация», эксплуатацию и поставку электрической энергии и мощности осуществляет АО «Интер РАО — Электрогенерация», дочерняя компания Группы Интер РАО.

## История
Калининградская область является субъектом-эксклавом Российской Федерации, полностью отделенным от остальной территории страны сухопутными границами иностранных государств и международными морскими водами. Энергосистема области при этом связана с Единой энергетической системой России через электрические сети энергосистем Эстонии, Латвии, Литвы и Республики Беларусь (энергокольцо БРЭЛЛ). В связи с ожидаемым выходом Литвы из энергокольца БРЭЛЛ и выделением Калининградской энергосистемы на изолированную от Единой энергетической системой России работу правительством России был инициирован комплекс мероприятий для обеспечения надёжной работы энергосистемы в этом сценарии.
ГТУ-ТЭС в городе Гусеве в составе двух блоков единичной мощностью 72 — 88 МВт была включена в состав тепловых электростанций, подлежащих строительству на территории Калининградской области, распоряжением Правительства Российской Федерации от 20 октября 2015 г. № 2098-р.

## Описание
Установленная мощность Маяковской ТЭС на начало 2021 года составляет 160,26 МВт. Отпуск тепловой энергии не предусмотрен. В качестве основного топлива используется магистральный природный газ, аварийное — дизельное топливо.